# Abraham Salz

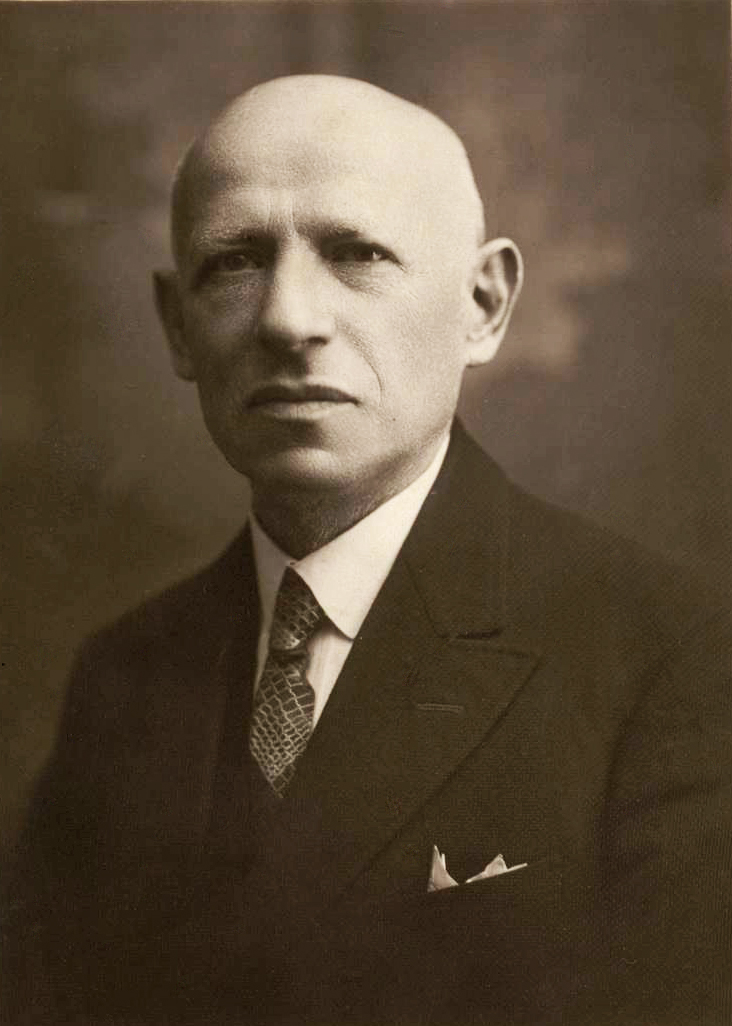
Abraham Salz (1930)

Abraham Adolph Salz (* Februar 1864 in Tarnow; † 3. Februar 1941) war galizischer Zionist, Rechtsanwalt und zunächst Führer der Chowewe Zion.

## Leben
Er studierte bis 1887 in Wien Jura und praktizierte danach im damals österreichisch-galizischen Tarnow als Anwalt. Er schrieb außerdem Artikel für die Lemberger jungzionistische polnische Wochenschrift Przyszlosc („Zukunft“), deren Mitbegründer er war.
Ab 1884 war er in der Kadimah (Studentenverbindung) aktiv. Er war Teilnehmer des ersten Zionistenkongresses und Mitglied des Großen Aktionskomitees.
Er war Anhänger der Kleinkolonisation (und geriet als solcher nach und nach in Gegensatz zu Herzl), unterstützte den „Rebbe“ von Czortkow bei der Propagierung seiner nationaljüdischen Ideen und Pläne zur Palästinakolonisation.
Salz war Vizepräsident des 1891 gegründeten Tarnower Vereins „Ahavat Zion“ und unterstützte 1892/1893 von Galizien aus die Vorarbeiten Nathan Birnbaums zur Schaffung des Verbandes „Zion“.
Weitgehend unbekannt geblieben ist, dass vor dem ersten Zionistenkongress 1897 ähnliche Pläne, bevor Herzl die Bühne der Weltgeschichte betrat, erfolglos im Sande verlaufen waren. So fand vom 3. September bis 5. September 1893 in Wien eine Vorkonferenz zur Einberufung eines Allgemeinen Zionistenkongresses nach Berlin statt, die Hauptarbeit daran leistete Mordechai Ehrenpreis; Nathan Birnbaum verhielt sich abwartend, weigerte sich auch, den Kongressplan in der Selbst-Emancipation bekanntzumachen. In der „Konferenz-Kommission“ waren Bambus, Ehrenpreis und L. Estermann (der Vorstand des Vereines Jung-Israel). An der Vorkonferenz, die dann in Birnbaums Wohnung in Wien, Miesbachgasse 12, stattfand, nahmen u. a. teil: Ehrenpreis, Zwi Belkowsky, Brainin und eben Salz. Das Projekt blieb ohne Wirkung, fand keine Unterstützung und wurde in der (relevanten) Presse nicht einmal erwähnt, so dass man es nicht weiterverfolgte. Birnbaum, der die Leitung hätte an sich ziehen können, tat es nicht, sondern warf sich auf die Arbeit für den Verband „Zion“. Er wollte dort den Vorrang der „Agitation“ gegenüber der praktischen Kolonisationsarbeit durchsetzen, deren Anhänger er jetzt regelmäßig „Philister“ nennt.
Abraham Salz war auch erster Parteivorsitzender der Jüdisch-Nationalen Galiziens. 1899 gründete er im Galil die Siedlung Machanajim. Dazu hatte er sich Herzls Zustimmung erschlichen (Salz hatte 1897 in Paris ohne vorherige Rücksprache 10 000 Dunam Land von Edmond de Rothschild gekauft, was der klaren Beschlusslage des Kongresses widersprach); zehn Jahre später musste die Siedlung wieder aufgegeben werden.
Beim 8. Kongress im August 1907 (Den Haag, Chaim Weizmann bringt erstmals den Vorschlag eines Synthetischen Zionismus) wurde er wieder ins Große Aktionskomitee gewählt. 1907 (in Stryj) und 1911 (in mehreren Wahlkreisen) kandidierte er erfolglos für den Reichsrat. Schon Anfang 1897 hatte Herzl überlegt, ihn – gemeinsam mit Leon Kellner – in den Reichsrat wählen und ihn dort den Zionismus propagieren zu lassen. Nachdem man einsah, dass er nicht durchdringen würde, ließ man das Projekt wieder fallen.

## Werke
- Memoiren (polnisch) 1934